# Liten ädellav
Liten ädellav (Megalaria laureri) är en lavart som först beskrevs av Hepp ex Thore M. Fries och som fick sitt nu gällande namn av Joseph Hafellner. 
Liten ädellav ingår i släktet Megalaria och familjen Megalariaceae. Arten är reproducerande i Sverige. Inga underarter finns listade i Catalogue of Life.